# Manuel González Carrasco
Pour les articles homonymes, voir Manuel González (homonymie), González et Carrasco.
Manuel González Carrasco, né à Séville le 24 décembre 1877 et mort le 10 octobre 1958 à Madrid, est un militaire espagnol ayant atteint le grade de général dans l'armée de terre espagnole. Après avoir combattu lors de la Guerre d'indépendance cubaine puis de la guerre du Rif, il joue un rôle important dans plusieurs des conspirations militaires qui sont développées contre le gouvernement de la Deuxième République, en particulier lors du soulèvement de juillet 1936 ayant déclenché la guerre civile espagnole.

## Biographie

### Vie personnelle
Manuel González Carrasco est né de père inconnu à Séville le 24 décembre 1877. Il épouse en 1903 Clotilde Brocardo Forcades. Il se remarie en 1925 avec Adela Guijarro Jiménez.

### Carrière militaire
Le 29 août 1894, Manuel González Carrasco entre à l'Académie d'infanterie de Tolède (es). Il participe à la guerre d'indépendance cubaine entre 1896 et 1898. Promu capitaine en 1904, il est envoyé à Melilla en 1909. Il est ensuite promu commandant en 1912 puis lieutenant-colonel en 1918.
Il participe à de nombreuses actions de la guerre du Rif. Le 12 juin 1919, en tant que lieutenant-colonel, González Carrasco est nommé à la tête du groupe de Réguliers indigènes « Larache » no 4 en remplacement d'Enrique Salcedo Molinuevo. Promu colonel en 1922, il dirige cette unité jusqu'en août 1923, date à laquelle il cesse de commander et est remplacé par Luis Pareja Ascuens. Il est gravement blessé cette année-là et est décoré de la Médaille militaire individuelle. En mai 1925, après avoir accédé au grade de général de brigade pour mérites de guerre, il est nommé gouverneur militaire de Guadalajara.
De retour en Afrique du Nord en mai 1926 après le succès du débarquement d'Al Hoceima, González Carrasco, placé à la tête d'une colonne, fait la jonction avec les forces françaises sur le plateau de Tesef, ce qui signifie couper en deux le territoire contrôlé par les rebelles rifains. Les tribus de Beni Touzine, Beni Taban et Beni Zian se rendent ensuite. Avec la fin de la guerre, en octobre 1927, il est nommé gouverneur militaire de Melilla. En janvier 1930, il accède au rang de général de division et est nommé gouverneur militaire de Ferrol.

### Deuxième République et participation à des conspirations

#### Sanjurjada
Après la proclamation de la Deuxième République, Manuel González Carrasco est à la tête de la garnison de Grenade. Dès le début, il s'oppose à la République et participe à des complots contre le nouveau régime. Attendu pour participer au pronunciamiento d'août 1932 en soulevant la garnison de Grenade quelques heures après la révolte du général Sanjurjo à Séville, Grenade reste calme et le pronunciamiento échoue dans toute l'Espagne. González Carrasco s'enfuit alors en France avec d'autres personnes impliquées dans la tentative.
En juin 1934, il est arrêté pour avoir participé à un complot anti-républicain raté. Il est interné un mois au castillo de San Julián (es) à Carthagène après avoir participé à un banquet en l'honneur de José Calvo Sotelo.

#### Préparation du soulèvement de juillet 1936
En janvier ou février 1936, après avoir remporté un recours devant le Tribunal suprême, González Carrasco est réintégré dans le service actif,. À cette période, il est déjà plongé dans une nouvelle conspiration militaire qui vise à renverser le gouvernement de la République. Le 8 mars, il assiste à une réunion à Madrid avec d'autres généraux (Mola, Orgaz, Villegas, Fanjul, Franco, Rodríguez del Barrio, García de la Herrán, Saliquet et Ponte) au cours de laquelle il est convenu d'organiser un « soulèvement militaire » pour renverser le gouvernement du Front populaire récemment constitué et « rétablir l'ordre intérieur et le prestige international de l'Espagne ». Une junte militaire est formée pour mener à bien les préparatifs du coup d'état et dont González Carrasco est membre. Le 17 avril, une autre réunion des conspirateurs a lieu au domicile madrilène de González Carrasco. Il y est décidé que le soulèvement militaire aurait lieu le 20 avril avec González Carrasco chargé de soulever la garnison de Barcelone. Le général Rodríguez del Barrio, ayant la charge de la direction du soulèvement, recule au dernier moment et ajourne la rébellion. À partir de ce moment, le général Mola prend en charge l'organisation du futur soulèvement militaire.
À la mi-juin, González Carrasco et Mola se rencontrent en Navarre pour préciser leur projet. González Carrasco doit diriger l'insurrection à Barcelone à la tête de la IVe division organique. À cette fin, il effectue plusieurs voyages dans la capitale catalane pour organiser le soulèvement. En désaccord avec les officiers barcelonais, ceux-ci demandent à Mola de le remplacer par le général Goded, en poste aux îles Baléares.
Début juillet, à la demande du commandant Bartolomé Barba et d'autres officiers conspirateurs, González Carrasco, après avoir initialement douté et refusé de le faire, prend finalement en charge le soulèvement à Valence et sur le territoire de la IIIe division organique.

### Guerre civile
Après le soulèvement de l'armée d'Afrique, le matin du 19 juillet, González Carrasco et d'autres officiers tentent de se rendre au quartier général de la IIIe division organique à Valence pour en prendre le commandement. Cependant, la situation dans la capitale valencienne est chaotique pour les conspirateurs. González Carrasco décide finalement de reculer, possiblement influencé par la décision de Luis Lucia Lucia, chef de la Droite régionale valencienne, de proclamer sa fidélité à la République et de ne pas former le contingent de combattants qu'il avait promis aux militaires. Dans cette situation, González Carrasco et Barba quittent Valence par la mer en cachette.
Pendant la guerre civile, il n'a aucun rôle opérationnel. Jugé coupable de la tentative de soulèvement à Barcelone en 1936 et de son échec, il est condamné, respectivement, à mort par les républicains cette même année, et à huit ans de prison par les franquistes en 1939. Son passé militaire et ses relations dans l'armée d'Afrique lui permettent d'obtenir rapidement une grâce.

### Mort
Manuel González Carrasco meurt le 10 octobre 1958 à son domicile de la calle Núñez de Balboa à Madrid.

## Distinctions
Son faire-part de décès mentionne les décorations suivantes : 
- Médaille militaire individuelle
- Grand-croix de l'Ordre du Mérite naval
- Grand-croix de l'Ordre militaire de Marie-Christine (es)
- Grand-croix rouge de l'Ordre du Mérite militaire
- Sept croix rouges de première classe
- Cinq croix rouges de seconde classe
- Médaille d'Alphonse XIII
- Médaille de Souffrances pour la Patrie (es)
- Commandeur de la Légion d'honneur
- Gentilhombre de cámara con ejercicio (es) d'Alphonse XIII